# Яковлев, Сергей Аркадьевич
Сергей Аркадьевич Яковлев (род. 4 февраля 1979) — российский хоккеист, защитник.

## Биография
Воспитанник петербургского СКА. В сезонах 1994/95 — 1998/99 играл за фарм-клуб «СКА-2». 11 марта 1997 года в домашней игре против «Сибири» (3:3) провёл за СКА единственный матч в Суперлиге. В сезонах 1999/2000 — 2001/02 выступал за петербургский «Спартак» в высшей лиге.